# Hadena acca
Hadena acca är en fjärilsart som beskrevs av Herrich-Schäffer 1869. Hadena acca ingår i släktet Hadena och familjen nattflyn. Inga underarter finns listade i Catalogue of Life.